# Halcyon pileata
Il martin pescatore dal mantello nero (Halcyon pileata Boddaert, 1783) è un uccello della famiglia Alcedinidae, che si trova nell'Asia tropicale dall'India orientale alla Cina, alla Corea e al sud-est asiatico. 
Il piumaggio si caratterizza per essere di colore nero sulla testa e dorso, con la gola biancastra, le ali viola-blu e il becco rosso. La specie vive principalmente lungo le aree costiere e nelle mangrovie, ma a volte possono risiedere anche nell'entroterra.